# Państwowa Agencja Rozwiązywania Problemów Alkoholowych
Państwowa Agencja Rozwiązywania Problemów Alkoholowych (PARPA) – dawna agencja rządowa powołana z dniem 1 lipca 1993 jako jednostka organizacyjna z siedzibą w Warszawie bezpośrednio podporządkowana Ministrowi Zdrowia i Opieki Społecznej. Od 1996 działała na podstawie ustawy o wychowaniu w trzeźwości i przeciwdziałaniu alkoholizmowi. Z dniem 1 stycznia 2022 Państwowa Agencja Rozwiązywania Problemów Alkoholowych została połączona z Krajowym Biurem do Spraw Przeciwdziałania Narkomanii w Krajowe Centrum Przeciwdziałania Uzależnieniom. 
Wieloletnim dyrektorem Agencji był psycholog i działacz społeczny Jerzy Mellibruda, a następnie psycholog – Joanna Mikuła (wcześniej kierowała działem lecznictwa odwykowego w PARPA). Do 2019 dyrektorem PARPA był Krzysztof Brzózka. Pełniącą obowiązki dyrektora była następnie Katarzyna Michalska, a jej zastępczynią – Katarzyna Łukowska (p.o. dyrektora PARPA w latach 2019–2021).
Na zlecenie Państwowej Agencji Rozwiązywania Problemów Alkoholowych powstała w 1996 pierwsza ogólnopolska placówka zajmująca się pomocą ofiarom przemocy w rodzinie, Ogólnopolskie Pogotowie Dla Ofiar Przemocy w Rodzinie „Niebieska Linia”, prowadząca pierwszy ogólnopolski darmowy telefon dla ofiar przemocy w rodzinie Niebieska Linia.
PARPA sprawowała też merytoryczny nadzór nad pracą gminnych i miejskich komisji rozwiązywania problemów alkoholowych. Przed powstaniem agencji w dniu 1 lipca 1993 roku jej zadania pełniło Biuro Pełnomocnika Ministra Zdrowia i Opieki Społecznej ds. profilaktyki i rozwiązywania problemów alkoholowych na podstawie zarządzenia Nr 16 Ministra Zdrowia i Opieki Społecznej z dnia 5 listopada 1991 r. w sprawie nadania Ministerstwu Zdrowia i Opieki Społecznej regulaminu organizacyjnego.